# 謝米索特卡 (薩拉塔區)
46°19′7″N 29°24′59″E / 46.31861°N 29.41639°E
塞米索特卡（烏克蘭語：Семисотка）是位於烏克蘭西南部的村莊，由敖德萨州裡比爾霍羅德-德涅斯特羅夫斯基區的彼得羅巴甫利夫卡市鎮 負責管轄。該村始建於1822年，面積0.15平方公里，海拔高度145米，2001年人口15，人口密度每平方公里100人。